# XV Batallón de Fortificación de la Luftwaffe
El XV Batallón de Fortaleza de la Luftwaffe (XV. Luftwaffen-Festungs-Bataillon) fue una unidad de la Luftwaffe durante la Segunda Guerra Mundial.

## Historia
Fue formado en septiembre de 1944 a partir del 1215.º Batallón de Campaña de la Luftwaffe en Düsseldorf, con 3 compañías, fue trasladado al XV Ejército en Arnhem. Entró en acción en Roermond con el Grupo de Combate Paul. Para la formación se recurrió a personal de varios batallones de reemplazo aéreo. El 14 de septiembre de 1944, el batallón se trasladó a Myhl con el Grupo de Combate Samel, incorporándose al HUS Jülich. El 2 de octubre de 1944, el batallón deja el Grupo de Combate y es dislocado al área de Arsbeck y Dalheim. El 18 de octubre, se hallaba en la cabeza de puente del Mosa, donde participó en los combates de Thorn y el canal de Wessem-Neederweert. El 31 de octubre de 1944 llegó a Venlo y el 16 de noviembre de 1944 es trasladado nuevamente a Thorn. El 26 de noviembre de 1944, volvió a desplazarse al frente, y se incorporó a mediados de diciembre de 1944 al 1222.º Regimiento de Granaderos.
| Unidad       | Correo Postal |
| Plana Mayor  | 63101A        |
| 1.ª Compañía | 63101 B       |
| 2.ª Compañía | 63101 C       |
| 3.ª Compañía | 63101 D       |

Nota: En otras fuentes se menciona que fue disuelto el 16 de octubre de 1944 y absorbido por la División Raessler.